# Dolerus coracinus
Dolerus coracinus är en stekelart som först beskrevs av Johann Christoph Friedrich Klug 1818.  Dolerus coracinus ingår i släktet Dolerus, och familjen bladsteklar. Arten har ej påträffats i Sverige.